# As tu às
As tu às è un album del musicista italiano Tony Esposito, pubblicato dall'etichetta discografica Bubble nel 1985.
L'album è prodotto da Mauro Malavasi e lo stesso Esposito, che curano anche gli arrangiamenti insieme a Remo Licastro. Tra gli autori dei brani, oltre ai tre citati, compare anche Gianluigi Di Franco.
Dal disco vengono tratti i singoli Papa Chico e As tu às.
La lista tracce riportate sull'album originale presenta degli errori: il brano Overlast 2 Days è indicato come terzo del lato A (posto occupato in realtà da Abominao), mentre è il terzo del lato B; il brano Ella xanà, erroneamente riportato nel secondo del lato B (posto in realtà occupato da Balafon) è invece il quarto del lato B.
Non è mai stato pubblicato su cd.

## Tracce

### Long playing
Lato A
1. As tu às – 4:45 (Gianluigi Di Franco, (testo e musica) Tony Esposito, (testo e musica) Remo Licastro)
2. Waky nà – 4:35 (Gianluigi Di Franco, (testo e musica) Tony Esposito, (testo e musica) Mauro Malavasi (testo e musica))
3. Abominao – 4:15 (Tony Espositoi, (testo e musica) Remo Licastro, (testo e musica) Gianluigi Di Franco (testo e musica))
4. Ao – 3:55 (Gianluigi Di Franco,(testo e musica) Remo Licastro, (testo e musica) Tony Esposito, (testo e musica) Gianluigi Di Franco (testo e musica))

Lato B
1. Papa Chico – 4:13 (Remo Licastro, Tony Esposito, Gianluigi Di Franco)
2. Balafon – 3:38 (Tony Esposito,, Remo Licastro, Gianluigi Di Franco)
3. Ella xanà – 4:03 (Tony Esposito, Remo Licastro, Gianluigi Di Franco,  Mauro Malavasi,  Gianluigi Di Franco)
4. Overlast 2 Days – 4:10 (Tony Esposito, Remo Licastro, Mauro Malavasi, Gianluigi Di Franco, Remo Licastro)
5. As tu às (Strumentale) – 3:54 (Tony Esposito, Remo Licastro)

## Formazione
- Tony Esposito - voce, tamborder, percussioni, drum machine
- Gianluigi Di Franco - voce, cori
- Remo Licastro - tastiera, cori
- Luca Malaguti - basso, chitarra
- Maurizio Dei Lazzaretti - batteria (brano: Ao)
- Sergio Quarta - congas (brano: As tu às)
- Joe Amoruso - tastiera (brano: Ao)
- Mauro Malavasi - genis
- Serse May - programmazione

Note aggiuntive
- Tony Esposito e Mauro Malavasi - produttori
- Willy David - produttore esecutivo, management
- Mauro Malavasi, Tony Esposito e Remo Licastro - arrangiamenti
- Registrazioni effettuate presso lo Studio Umbi di Modena
- Maurizio Maggi Fonoprint - Bologna - ingegnere delle registrazioni
- Luca Malaguti Trafalgar Recording Studios - Roma - ingegnere delle registrazioni
- Enrico Chiarioni e Luca Malaguti - ingegneri delle registrazioni
- Mixaggio effettuato al Trafagar Recording Studios di Roma da Gaetano Ria, Luca Malaguti e Mauro Malavasi
- Marco Manfellotto - assistente ingegneri
- Mastering effettuato al RCA Studios di Roma da Marcello Spiridioni
- Dario Tiribello - coordinatore esecutivo
- Arpad Kertesz - fotografia
- Studio Convertino - copertina album originale[1]

## Classifica
Album
| Anno | Classifica | Posizione raggiunta |
| ---- | ---------- | ------------------- |
| 1985 | Hit parade | 9                   |